# Passeig de la Castellana

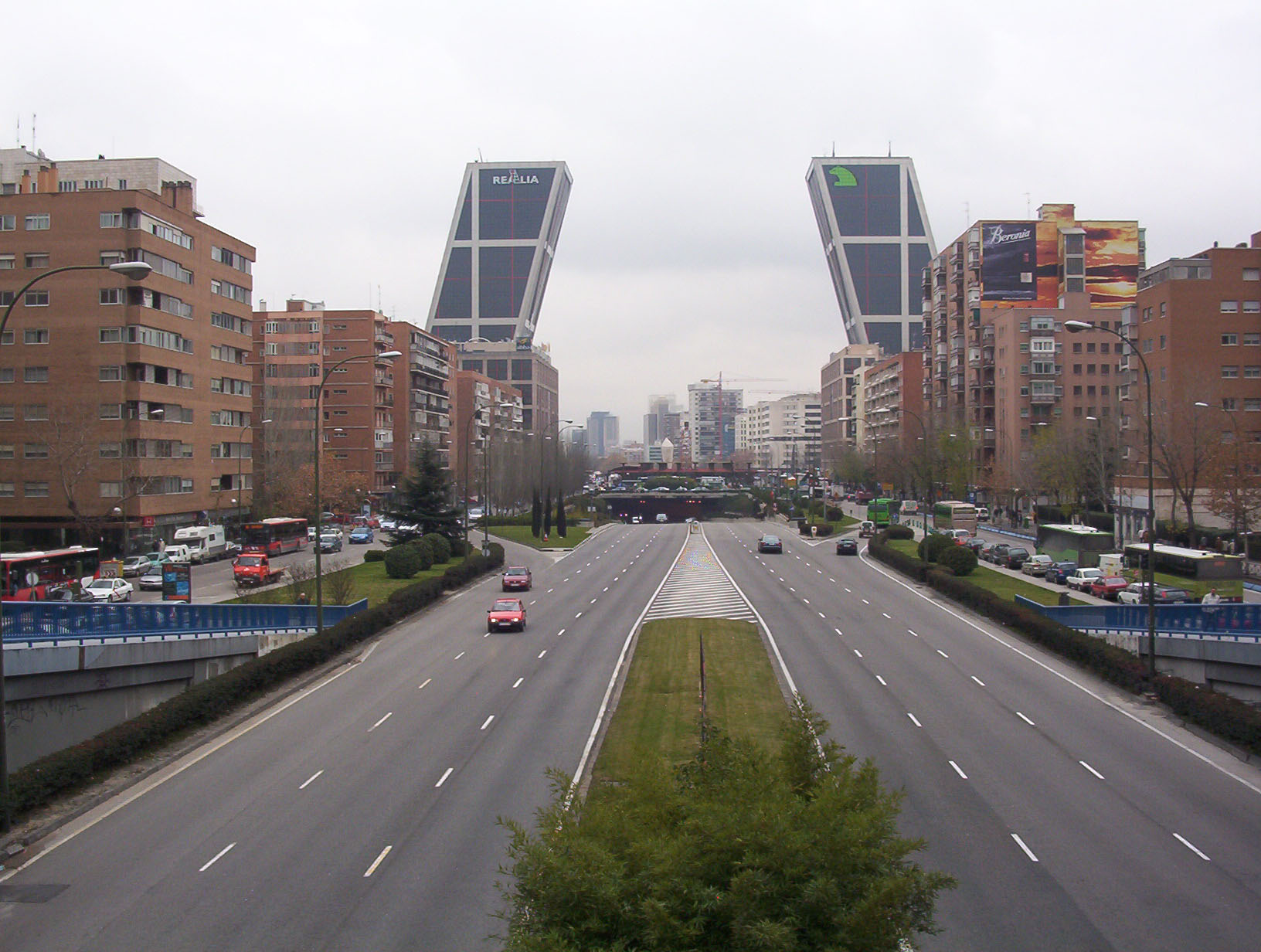
Passeig de la Castellana amb les torres Puerta de Europa al fons.

El Passeig de la Castellana (Paseo de la Castellana oficialment en castellà) és una de les principals avingudes de Madrid (Espanya), actualment amb sis carrils centrals i quatre laterals, que recorre la ciutat des de la Plaça de Colón, en el centre, fins al Nudo Norte. El seu traçat correspon al d'un antic llit fluvial. Està prevista la seva prolongació cap al nord dins d'un important projecte urbanístic conegut com a Operació Chamartín. L'avinguda creua la important Plaza de Castilla. Junt al Paseo del Prado i el Paseo de Recoletos travessa la ciutat de Madrid de nord a sud. Entorn de la via es troba el complex financer d'AZCA, el més important de la ciutat, i el nou complex en construcció Cuatro Torres Business Area en els terrenys de l'antiga ciutat esportiva del Reial Madrid
Al Passeig de la Castellana es troben, a més, dos intercanviadors de transport (Plaza de Castilla i Nuevos Ministerios) i en els voltants l'estació de Chamartín. A més, a l'altura de la Plaça de Cuzco, en un lateral, es troba el Palau Municipal d'Exposicions i Congressos i, just davant, l'estadi Santiago Bernabéu. També es pot destacar que al passeig es troben la gran majoria dels ministeris, així com les ambaixades dels països més importants (entre Doctor Marañón i Colón).